# Cecil Brown
 (janvier 2022).
La mise en forme du texte ne suit pas les recommandations de Wikipédia : il faut le « wikifier ».
Les points d'amélioration suivants sont les cas les plus fréquents. Le détail des points à revoir est peut-être précisé sur la page de discussion.
- Les titres sont pré-formatés par le logiciel. Ils ne sont ni en capitales, ni en gras.
- Le texte ne doit pas être écrit en capitales (les noms de famille non plus), ni en gras, ni en italique, ni en « petit »…
- Le gras n'est utilisé que pour surligner le titre de l'article dans l'introduction, une seule fois.
- L'italique est rarement utilisé : mots en langue étrangère, titres d'œuvres, noms de bateaux, etc.
- Les citations ne sont pas en italique mais en corps de texte normal. Elles sont entourées par des guillemets français : « et ».
- Les listes à puces sont à éviter, des paragraphes rédigés étant largement préférés. Les tableaux sont à réserver à la présentation de données structurées (résultats, etc.).
- Les appels de note de bas de page (petits chiffres en exposant, introduits par l'outil «  Source ») sont à placer entre la fin de phrase et le point final[comme ça].
- Les liens internes (vers d'autres articles de Wikipédia) sont à choisir avec parcimonie. Créez des liens vers des articles approfondissant le sujet. Les termes génériques sans rapport avec le sujet sont à éviter, ainsi que les répétitions de liens vers un même terme.
- Les liens externes sont à placer uniquement dans une section « Liens externes », à la fin de l'article. Ces liens sont à choisir avec parcimonie suivant les règles définies. Si un lien sert de source à l'article, son insertion dans le texte est à faire par les notes de bas de page.
- La présentation des références doit suivre les conventions bibliographiques. Il est recommandé d'utiliser les modèles {{Ouvrage}}, {{Chapitre}}, {{Article}}, {{Lien web}} et/ou {{Bibliographie}}. Le mode d'édition visuel peut mettre en forme automatiquement les références.
- Insérer une infobox (cadre d'informations à droite) n'est pas obligatoire pour parachever la mise en page.

Pour une aide détaillée, merci de consulter Aide:Wikification.
Si vous pensez que ces points ont été résolus, vous pouvez retirer ce bandeau et améliorer la mise en forme d'un autre article.
 (janvier 2022).
Le contenu est difficilement compréhensible vu les erreurs de traduction, qui sont peut-être dues à l'utilisation d'un logiciel de traduction automatique.
Pour les articles homonymes, voir Brown.
Cecil Brown (9 octobre 1850 - 6 mars 1917) était un avocat, homme politique, homme d'affaires et banquier américain dans le royaume, la république et le territoire d'Hawaï.
Brown a été membre de la Chambre des représentants du royaume d'Hawaï, procureur général adjoint et procureur général. Il a siégé au Conseil privé (Conseil consultatif) du Gouvernement provisoire d'Hawaï, au Conseil d'État de la république d'Hawaï et au Sénat de la République et du territoire d'Hawaï. Brown avait divers investissements, était administrateur ou dirigeant de plusieurs sociétés sucrières et vice-président de la Hawaiian Bell et de Mutual Telephone Company lorsque le service vers les Îles hawaïennes était en cours de développement. Brown a également été le président fondateur de la première banque nationale chartered in Hawaii.

## Contexte
Brown est né à Wailua (en), Kauai, Hawaï de Thomas et Mary Ann (Rhodes) Brown qui ont déménagé d'Angleterre aux Îles hawaïennes en 1844. Il était le cinquième de six frères et sœurs (qui ont survécu à la petite enfance), deux des qui étaient également impliqués dans la politique hawaïenne : Godfrey Brown (politicien) (en) (Ministère des Affaires étrangères (Hawaii) (en), puis Minister of Finance pour le royaume d'Hawaï), et Frank (Chambre des représentants, royaume d'Hawaï). Brown a épousé Mary K. Miner Dickson (veuve de Menzies Dickson) le 11 août 1897. Ils n'eurent pas d'enfants ensemble. Elle est décédée le 12 septembre 1907.

### Famille
Thomas et Mary Ann (Rhodes) Brown ont eu quatre enfants (Arthur, Godfrey, Alice et Frank) avant de quitter l'Angleterre pour le climat plus chaud des îles hawaïennes en 1844. Louis (mort en bas âge), Cecil et Malcolm sont nés à Hawaï. En 1853, toute la famille partit pour Boston pour mettre Arthur, Godfrey et Frank à l'école. 
Cecil a été scolarisé à la maison par ses parents et éduqué par sa tante maternelle Sarah Rhodes Von Pfister. Il fréquenta la Cathedral Grammar School puis l'école Punahou. En décembre 1866, Brown quitta Honolulu pour les États-Unis, et s'inscrit à la Columbia Law School (Washington DC). Il obtient son diplôme avec mention en juin 1871, et a déménagé à New York (1871-1874) où il a été employé par le cabinet d'avocats Evarts, Southmayd, et Choate. En 1874, Brown s'installe à San Francisco avant de retourner à Honolulu.
Peu de temps après son retour à Hawaï, Brown a été autorisé à pratiquer le droit devant la Cour suprême du royaume d'Hawaï le 28 janvier 1875. Il a été nommé notary public pour Oahu en juillet 27 1875 par le roi Kalākaua. Lancement d'une pratique, il représentait des clients devant un tribunal de circuit à la fin de 1875. Starting a private practice, he was representing clients in circuit court by the end of 1875, and in the Supreme Court of the Kingdom of Hawaii by 1876. Despite his future political and business careers, Brown continued the private practice of law (mainly probate) for the duration of his life. On at least eight occasions between 1893 and 1901, Brown sat on the bench of the Supreme Court of Hawaii as an Acting Justice,.

## Carrière commerciale

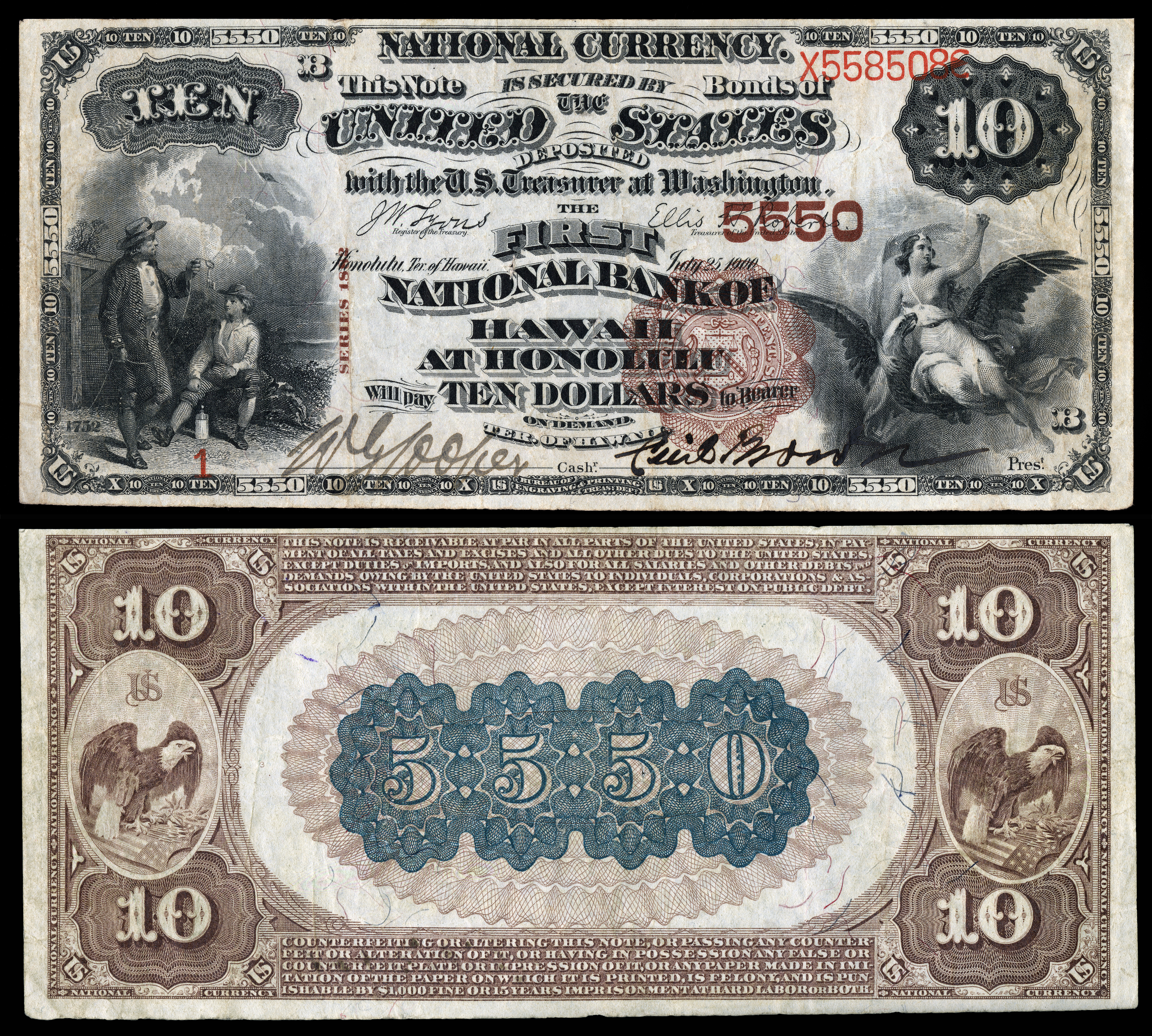
Le premier National Bank Note de 10$ émis par la First National Bank of Hawaii à Honolulu, Territoire d'Hawaï (1900). Signé par Cecil Brown (président) et W.G. Cooper (caissier)

.

### Conseils d'administration
Cecil Brown a siégé à plusieurs conseils d'administration d'associations et d'entreprises en tant que fiduciaire, directeur ou dirigeant. À partir du début des années 1880, Brown était directeur de la Stock Breeders' Association, et trésorier de l'association Kapiolani Park, et le Hawaiian Jockey Club.
Les intérêts commerciaux comprenaient la Hawaiian Hardware Company (vice-président), Honolulu Soap Works company, Ltd. (Président), the California Feed Company, Ltd. (Président), et Hawaiian Fibre Company, Limited (Président). Les intérêts du sucre comprenaient la Kona Sugar Company, Ookala Sugar Plantation Co., et Pacific Sugar Mill (Vice-président).

### Service téléphonique à Hawaï
Hawaiian Bell Telephone Company (HBT) a été constituée en 1879 et a commencé à fonctionner le 30 décembre 1880. En août 1883 , Mutual Telephone Company a été fondée en tant que concurrent et a commencé ses activités en mars 1885. Le 2 août 1894, les deux sociétés se sont regroupées sous le contrôle de Mutual Telephone.
Cecil et son frère Godfrey ont été élus au conseil d'administration de HBT au début de 1884 (Godfrey comme vice-président et Cecil comme auditeur), et à la fin de l'année, Godfrey était devenu président. En janvier 1886, Godfrey était à la fois président et trésorier, et Cecil vice-président, postes qu'ils occuperont au cours des prochaines années.

## Déclin de la santé et de la mort
À l'été 1914, lors d'une visite à San Francisco, la santé de Brown a commencé à se détériorer. Après une maladie de deux mois et demi, il a été hospitalisé après avoir subi un accident vasculaire cérébral "grave" et a été signalé dans un "état grave". Il est arrivé à Hawaï le 4 novembre 1914 et a subi un deuxième accident vasculaire cérébral le 4 mars 1915, laissant son côté droit partiellement paralysé. Il aurait été dans un état "critique". Bien qu'il ait été initialement signalé que l'état de Brown s'améliorait lentement, à la fin de 1916, son fonctionnement s'était considérablement détérioré, et fin décembre 1916, les tribunaux le déclarent "mentalement incapable" et nomment son neveu H.M. von Holt comme son tuteur. Le 6 mars 1917, Cecil Brown est décédé d'une apoplexie. Le lendemain, le Sénat territorial, la Chambre et l'Association du barreau hawaïen ont publié résolutions exprimant condoléances et perte.,